# موریس ماکر
موریس ماکر (فرانسوی: Maurice Macaire‎؛ زادهٔ ۲۲ نوامبر ۱۸۷۹ - درگذشته نامشخص) بازیکن فوتبال اهل فرانسه بود.